# 고하마섬

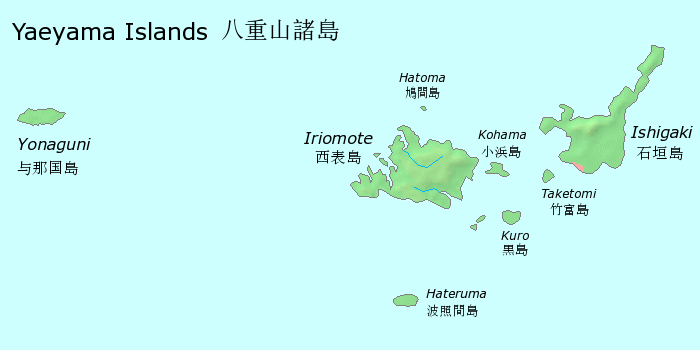
야에야마 제도에서의 고하마 섬의 위치

고하마섬(일본어: 小浜島 고하마지마[*], 야에야마어: 구모, 오키나와어: 구바마)는 오키나와현 야에야마 제도에 속한 섬이다. 면적은 7.84km2, 둘레는 16.6km이다. 이시가키섬에서 배로 25분 걸린다. 섬 면적의 5분의 1은 리조트 시설인 "하이무루부시"(はいむるぶし)가 차지한다.